# Гнилужская
Гнилужская — деревня в Верховажском районе Вологодской области.
Входит в состав Сибирского сельского поселения, с точки зрения административно-территориального деления — в Сибирский сельсовет.
Расстояние по автодороге до районного центра Верховажья — 49,5 км, до центра муниципального образования Елисеевской — 0,5 км. Ближайшие населённые пункты — Бирючевская, Ивановская, Боярская, Елисеевская.
По переписи 2002 года население — 4 человека.